# Pedro Estelrich
Pedro Estelrich y Fuster (1845–1912) fue un ingeniero agrónomo horticultor español catedrático de agricultura en el Instituto Balear.

## Primeros años y estudios
Pere Estelrich i Fuster nació en 1845, en Santa Margarita en la isla de Mallorca.
Fue pensionado por la Diputación Provincial de Baleares para estudiar en Holanda y Francia. Colaboró en el almanaque de El Isleño y Museo Balear, además de en El Porvenir de Mallorca, El Agricultor Balear y Anuario Agrícola Mallorquín.
Escribió La higuera y su cultivo en Mallorca (1888), Guia práctica para la aplicación de les abonos químicos o minerales con las fórmula calculadas para los terrenos de las Islas Baleares (1907), El almendro y su cultivo en el mediodía de España e Islas Baleares (1907), El albaricoque, el cerezo y el ciruelo (1908). 
Es autor con Ignasi Moragues i Josep Capdepont de Catálogo metódico de los coleópteros observados en las Islas Baleares (1885) y de Las cuevas del Pirata del predio Son Forteza del término de Manacor (1897).